# Immer Ärger mit dem Bett
Immer Ärger mit dem Bett ist eine deutsche Filmkomödie, die 1961 unter der Regie von Rudolf Schündler gedreht wurde. Der von Artur Brauner produzierte Schwarzweißfilm wurde am 1. Juli 1961 auf der Berlinale uraufgeführt, nahm jedoch nicht am Wettbewerb teil. Der Massenstart in den bundesdeutschen Kinos erfolgte am 11. August 1961. In Österreich lief der Film unter dem ursprünglich auch für Deutschland vorgesehenen Titel Meine Frau, das Callgirl.

## Handlung
Rosemarie und Peter Schulze sind seit einem halben Jahr verheiratet und gerade in eine neue Wohnung gezogen. Während Rosemarie zu Hause die neue Raumpflegerin Erna Meyer einweist, erhält Peter, der eigentlich Inspektor bei der Mordkommission ist, einen neuen Auftrag. Auf Drängen des Abgeordneten Windmacher soll er für das Sittendezernat die Herkunft einiger pornografischer Bilder klären. Derweil hat in dem als Antiquitätenladen getarnten Etablissement einer gewissen Madame Kovacz die neue Mitarbeiterin Vivi ihren Dienst angetreten. Diese trifft sich mit einem Kunden in einer Wohnung, die sich im selben Haus befindet wie das Appartement der Schulzes. Unterdessen verfolgen Inspektor Peter Schulze und sein Assistent eine erste Spur, die sie in die einschlägig bekannte Bar „Bei Jonny“ führt. Vivi ist in der Zwischenzeit zu ihrem ahnungslosen Verlobten, den wenig erfolgreichen Bildhauer Gabriel Ernst, zurückgekehrt. Als er einen Ring entdeckt, den Vivi von ihrem Kunden bekam, lügt sie ihm kurzerhand vor, dass ihr das Schmuckstück von ihrer Freundin Rosemarie zum Kauf angeboten werde.
Am nächsten Morgen erwarten die Ermittler die Ankunft eines höchst verdächtigen Mannes namens Meister aus Frankfurt. Dessen Begleiterin arbeitet ebenfalls für Madame Kovacz und pflegt ausgerechnet Kontakt zu dem Abgeordneten Windmacher. Auf Empfehlung von Madame Kovacz will Meister der attraktiven Vivi einen Besuch abstatten. Im Fahrstuhl verwickelt ihn der Tischler Otto Schwarz, der in Erna Meyers Auftrag das Bett der Schulzes reparieren soll, in ein folgenreiches Gespräch. Am Ende wissen beide nicht mehr, in welches Stockwerk sie jeweils müssen. So landet der Handwerker bei Vivi und der der von zwei Kriminalbeamten beschattete Freier bei Rosemarie Schulze.
Wenig später berichtet Meister seinem Boss Lajos, dass er eine ganze Tasche mit schlüpfrigen Fotos bei Rosemarie Schulze liegengelassen hat. Daraufhin dringt Lajos in die Wohnung der Schulzes ein. Inzwischen informiert Kriminaldirektor Lessing Peter Schulze über den ungeheuerlichen Verdacht, dass Rosemarie heimlich als Callgirl arbeitet. Als Peter zu seiner Frau eilt, taucht dort der Bildhauer Gabriel Ernst auf, um den Ring zurückzubringen, der seiner Frau zufolge Rosemarie gehört. Als er im Kleiderschrank auch noch Lajos entdeckt, sieht Peter den Verdacht seiner Kollegen bestätigt. Er verlangt die Scheidung.
Zur gleichen Zeit kommen sich die Raumpflegerin Erna Meyer und der Tischler Otto Schwarz nahe. Dabei erzählt Otto von seinen sonderlichen Erlebnissen in Vivis Wohnung. Da entdeckt Erna die Tasche mit den anstößigen Fotos, die offensichtlich mit Ottos Werkzeugtasche verwechselt wurde. Als Erna und Otto der verzweifelten Rosemarie einen Besuch abstatten, werden die kriminalistischen Talente der Frauen geweckt. Noch vor den amtlichen Ermittlern haben sie den Verdacht, dass die ganzen Verwechslungen im Zusammenhang mit einem lange gesuchten Callgirlring stehen. Sie verfolgen die Frau, die sich mit dem Abgeordneten Windmacher in der Wohnung über den Schulzes getroffen hat. Nach einem Besuch in der Bar „Bei Jonny“ landen sowohl das Callgirl als auch Erna und Rosemarie in Polizeigewahrsam. Auf der Wache kommt es für Windmacher zu einer unverhofften Begegnung mit dem Callgirl, das sich zudem als Modell auf den unsittlichen Fotos erweist.
Erna und Rosemarie, die sich wieder auf freiem Fuß befinden, haben das Antiquitätengeschäft Kovacz als Stützpunkt des Callgirlrings ausfindig gemacht. Lajos, Meister und seine Begleiterin können die beiden Detektivinnen entlarven und festhalten. Unterdessen klärt der Tischler Otto Schwarz den Inspektor Peter Schulze über die Verwechslung der beiden Wohnungen auf. Mit der Unterstützung von Vivi gelingt es Peter und seinen Kollegen den Callgirlring zu sprengen sowie seine Frau und Erna aus den Händen der Verbrecher zu befreien.

## Entstehung und Veröffentlichung
Immer Ärger mit dem Bett basiert auf einer Idee von Stefan Gommermann. Der Film entstand unter dem Arbeitstitel Meine Frau, das Callgirl als Parodie zu den seinerzeit populären Sitten- und Skandalfilmen. Nicht zuletzt durch den aufsehenerregenden Mord an der Prostituierten Rosemarie Nitribitt im Oktober 1957 erfreute sich dieses Genre bis Anfang der 1960er Jahre besonders großer Beliebtheit. Für die Fertigung des Drehbuchs engagierte man neben dem Ideengeber Gommermann Janne Furch.

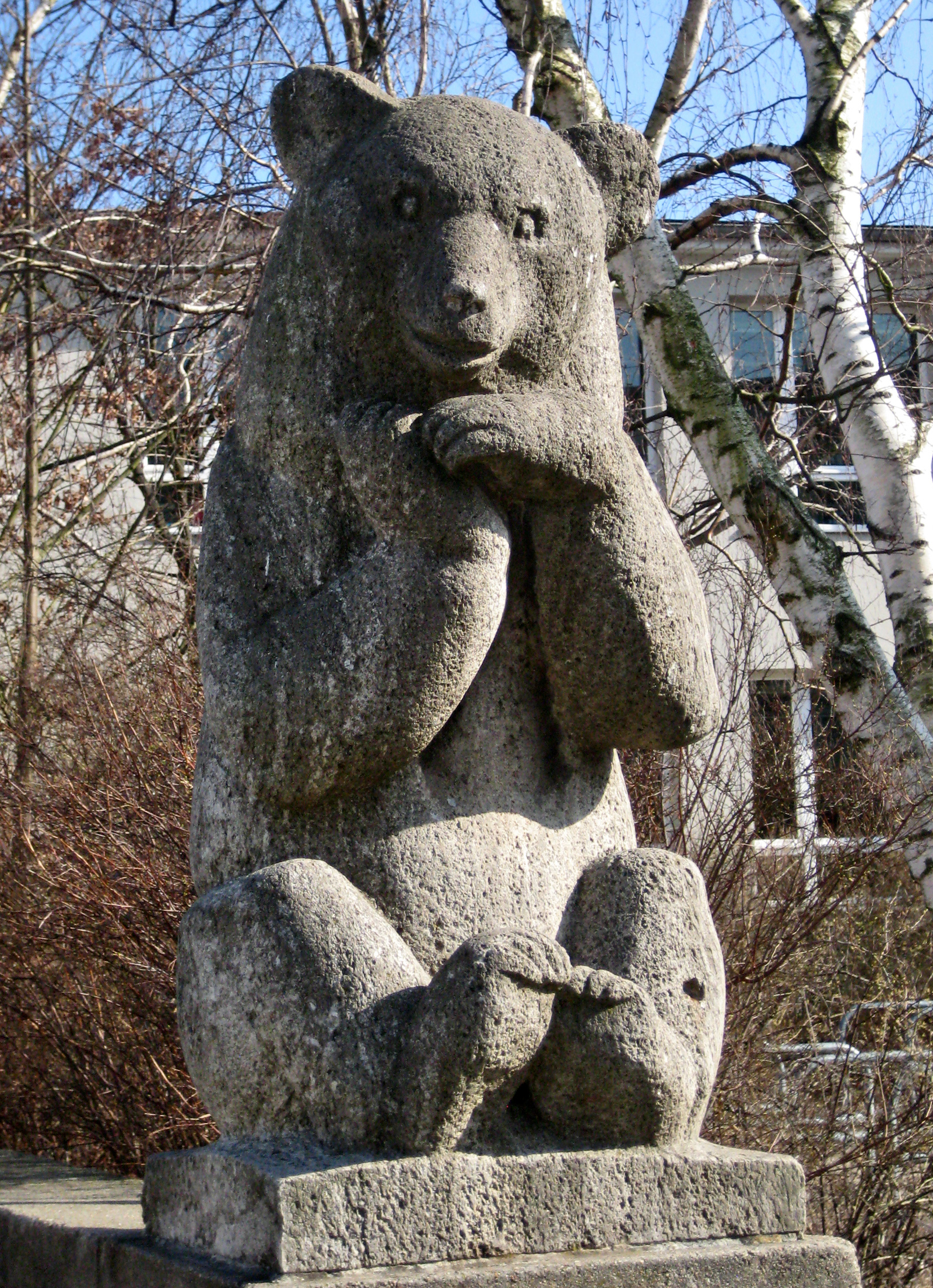
Im Film zu sehen: Die Skulptur Junger Bär vor der Dietrich-Bonhoeffer-Grundschule in Berlin-Westend.

Die Dreharbeiten fanden von April bis Mai 1961 in West-Berlin und in den Studios der CCC-Film in Berlin-Haselhorst statt. Die Filmbauten stammten von Paul Markwitz und Wilhelm Vorwerg. Als Kostümbildnerin fungierte Vera Mügge. Regieassistentin war Eva Ebner.
Die originale Filmmusik wurde von Gerhard Becker komponiert und arrangiert. Außerdem fanden im Film die folgenden Lieder Verwendung:
- Chor: Liebelei am Telefon (Titelmusik; Musik: Gerhard Becker; Text: Hans Bradtke)
- Ping Ping: Sucu Sucu (Musik und Text: Rojas)
- Trude Herr: Brautjammer (Hör' ich die Glocken) (im Vorspann: Glocken-Song; Musik: Gerhard Becker; Text: Gustaf Schellhardt)

Immer Ärger mit dem Bett wurde am 21. Juni 1961 von der FSK ab 18 Jahren freigegeben und am 1. Juli 1961 außer Konkurrenz während der Internationalen Filmfestspiele in Berlin uraufgeführt. Der bundesdeutsche Massenstart erfolgte am 11. August desselben Jahres. In Österreich lief der Film ab dem 24. August unter dem Titel Meine Frau, das Callgirl. Für die Veröffentlichung auf DVD wurde die Altersfreigabe im Jahr 2006 auf 6 Jahre herabgestuft.

## Kritiken
„Wie es aber in Kriminalgrotesken üblich ist, löst eine Verwicklung die andere ab, bis Trude Herr als Putzfrau mit kriminalistischem Spürsinn die wirklich leichten Mädchen aufstöbert. Nicht zuletzt dank ihrer komischen Begabung bleibt das Ganze ein heiter-harmloser Spaß.“

„Wenn sich auch dieses Thema mehr als Parodie geeignet hätte, statt mit Klamauk und Prototypen zu operieren, gelangen doch mit gut gelaunten Akteuren erheiternde Situationen und Dialogpointen, die das Ganze […] für städtische Kreise ziemlich unterhaltend machen.“

„Ein Filmlustspiel, dessen winzige parodistische Ansätze hinter seiner plumpen Komik verschwinden.“